# Гранд фестивал 2010.
III Аксал Гранд фестивал. Укупни победник је, изабран сабирањем гласова публике и жирија, Милан Топаловић.

## полуфинале
| Бр. | Извођач              | Песма                      |
| --- | -------------------- | -------------------------- |
| 1.  | Немања Николић       | Пролеће без боја           |
| 2.  | Јелена Костов        | Она не зна за мене         |
| 3.  | Џеј Рамадановски     | Зрно мудрости              |
| 4.  | Милица Тодоровић     | Са било ким                |
| 5.  | Драган Којић Кеба    | Цвећар                     |
| 6.  | Цакана               | Ево ме опет, ево           |
| 7.  | Душан Свилар         | Дунавски тестамент         |
| 8.  | Биљана Сечивановић   | Сине мој                   |
| 9.  | Небојша Војводић     | 'Бем ти живот              |
| 10. | Ивана Селаков        | Моје име је срећа          |
| 11. | Љуба Аличић          | Једина љубав               |
| 12. | Снежана Ђуришић      | Лепи мој                   |
| 13. | Слободан Васић       | Не мораш ми све у очи рећи |
| 14. | Тања Савић           | Инцидент                   |
| 15. | Бранислав Мојићевић  | Моја драга                 |
| 16. | Мина Костић          | Чесма                      |
| 17. | Дарко Лазић          | Чему ово све               |
| 18. | Нена Ђуровић         | Огњиште                    |
| 19. | Радиша Урошевић      | Чија ли си душо            |
| 20. | Катарина Живковић    | Ако се растанемо једном    |
| 21. | Дејан Матић          | Имам само Бога за сведока  |
| 22. | „Пантерси“ и Гордана | Ретровизор                 |

| Бр. | Извођач                    | Песма                              |
| --- | -------------------------- | ---------------------------------- |
| 1.  | Стеван Анђелковић          | Љубав може без нас                 |
| 2.  | Светлана Танасић           | Даће Бог                           |
| 3.  | Ћира                       | Дођи да ти дам                     |
| 4.  | Радмила Манојловић         | Мој Драгане                        |
| 5.  | Синан & ОК бенд            | Круна                              |
| 6.  | Селма Бајрами              | Рукујмо се као пријатељи           |
| 7.  | Дарко Филиповић            | Желим да те видим поново           |
| 8.  | Зорица Брунцлик            | Моја заклетво                      |
| 9.  | Саша Капор                 | Подрум вина                        |
| 10. | Данијела Вранић            | Немој да ме пратите                |
| 11. | Жељко Шашић                | Кафанска                           |
| 12. | Александра Бурсаћ          | Кад ми каже                        |
| 13. | Н. Стевановић и М. Ћеранић | Тражићеш мене ти                   |
| 14. | Маја Николић               | Лудило                             |
| 15. | Јован Стефановић           | Само јави                          |
| 16. | Славица Ћуктераш           | Принче мој                         |
| 17. | Милан Топаловић            | Завет                              |
| 18. | Јадранка Барјактаровић     | Мој животе, моја туго              |
| 19. | Никола Роквић              | Мед и слатко грожђе                |
| 20. | Зорица Марковић            | Сине Илија                         |
| 21. | Ацо Пејовић                | Доживотна                          |
| 22. | Саша Матић                 | Није љубав траг на хартији (Завет) |